# Olesa de Montserrat
Olesa de Montserrat és una vila i municipi de la comarca natural del Montserratí, actualment integrada a la comarca del Baix Llobregat. S'emplaça a uns 30 km de Barcelona i a uns 20 km del Monestir de Montserrat i a uns 15 km de Terrassa. Pertany al partit judicial de Martorell, a l'àmbit funcional metropolità de Barcelona i la seva parròquia s'emmarca dins el bisbat de Sant Feliu de Llobregat.
La vila és a 124 m sobre el nivell del mar; el seu punt més alt és al cim de Puigventós, a 602 m. d'altitud. En aquesta muntanya es troba la Creu de Saba amb 594 metres d'alçada. El seu terme municipal té una superfície de 16,63 km².
Tot i que durant les dècades de 1950-60 Olesa va viure una època de bonança gràcies a la indústria tèxtil, la crisi del 1975 va provocar el tancament de moltes fàbriques. En els darrers anys, però, s'han instal·lat al municipi altres sectors industrials, com el químic, el metal·lúrgic, el sector de l'alimentació i el de la decoració.
La patrona de la ciutat és Santa Oliva i se celebra anualment el dia 10 de juny.

## Toponímia
Hi ha diverses teories sobre l'origen etimològic del nom de la vila; una de les més probables és la que apunta a un origen preromà del terme, defensada per Joan Coromines, que l'argumenta amb el fet que el sufix "esa" figura en molts topònims preromans (Manresa, Odesa...), així com l'arrel "ol" o "or" (Olot, Olorda...). Algunes teories defensen la idea que aquesta arrel podria voler dir "aigua". Així, el nom d'Olesa voldria identificar un lloc amb abundància d'aigua.

## Geografia
- Llista de topònims d'Olesa de Montserrat (Orografia: muntanyes, serres, collades, indrets..; hidrografia: rius, fonts...; edificis: cases, masies, esglésies, etc).

El municipi es troba a la capçalera de la comarca, i s'estén des de l'esquerra del riu Llobregat fins al torrent de Sant Jaume. El seu entorn natural està delimitat pel riu i per les serres de Sant Salvador de les Espases i de Puigventós.
El terme municipal limita al nord amb Vacarisses, a l'est amb Viladecavalls a l'oest amb el riu Llobregat i Esparreguera i al sud amb el terme municipal d'Abrera.
|              | Vacarisses |               |
| Esparreguera |            | Viladecavalls |
|              | Abrera     |               |

El nucli urbà ha anat creixent en diferents períodes des del 1898, any en què s'aprovà el pla urbanístic de l'Eixample d'Olesa. El 1956 va néixer el barri de Sant Bernat, el 1975 el Collet de Sant Joan, el 1981 Les Planes i el 1997 els Closos. La resta de cases en diferents urbanitzacions del municipi que s'han anat construint formen una estructura urbana menys compacta.
Aquesta estructura i la influència del riu han fet que, de mica en mica, anessin desapareixent gairebé totes les masies i les seves extensions agràries, en favor de la urbanització residencial i industrial.
Per la situació geogràfica i la seva altitud, Olesa es troba dins el que anomenem clima mediterrani, caracteritzat per hiverns moderats i estius no excessivament calorosos. A l'hivern les temperatures mínimes oscil·len entre 5 °C i 6 °C. L'estiu és sec amb una temperatura mitjana de 24 °C. Segons la classificació bioclimàtica d'Oriol de Bolòs i Josep Vigo, Olesa de Montserrat gaudeix d'un clima propi de la baixa muntanya marítima, les característiques específiques del qual són: tres mesos subhivernals (amb una temperatura mitjana entre els 5 i els 10 graus), entre sis i set mesos humits, quatre mesos estival (temperatura mitjana superior a 20 graus) i tres mesos àrids. El fet d'estar al costat del riu Llobregat i prop de Montserrat fa que hi hagi molta humitat tant a l'hivern com a l'estiu. La mitjana de precipitacions anuals oscil·la entre 500 i 600 L/m².

### Demografia
Entre els anys 2000 i 2012 el nombre d'habitants a Olesa va augmentar en més de 5.000 persones, arribant al màxim històric de 23.924 habitants. A partir d'aquest moment, s'ha experimentat una lleu davallada de la població, en part explicada pel retorn al lloc d'origen d'un nombre significatiu de població estrangera.
| 1497 f | 1515 f | 1553 f | 1717 | 1787  | 1857  | 1877  | 1887  | 1900  | 1910  |
| ------ | ------ | ------ | ---- | ----- | ----- | ----- | ----- | ----- | ----- |
| 57     | 75     | -      | 923  | 2.454 | 3.448 | 2.742 | 3.235 | 3.554 | 3.781 |

| 1920  | 1930  | 1940  | 1950  | 1960  | 1970   | 1981   | 1990   | 1992   | 1994   |
| ----- | ----- | ----- | ----- | ----- | ------ | ------ | ------ | ------ | ------ |
| 4.003 | 5.621 | 5.786 | 6.102 | 7.717 | 10.092 | 13.788 | 14.864 | 15.169 | 15.169 |

| 1996   | 1998   | 2000   | 2002   | 2004   | 2006   | 2008   | 2010   | 2012   | 2014   |
| ------ | ------ | ------ | ------ | ------ | ------ | ------ | ------ | ------ | ------ |
| 15.797 | 16.356 | 17.151 | 18.492 | 20.294 | 21.714 | 22.914 | 23.646 | 23.980 | 23.543 |

| 2016   | 2018   | 2020   | 2022   | 2024   | 2026 | 2028 | 2030 | 2032 | 2034 |
| ------ | ------ | ------ | ------ | ------ | ---- | ---- | ---- | ---- | ---- |
| 23.645 | 23.779 | 24.144 | 24.272 | 24.677 | -    | -    | -    | -    | -    |

Les xifres que caracteritzen la població segons el lloc de naixement se situen entre les mitjanes comarcals i nacionals. Un 34% de la població és nascuda a la mateixa comarca del Baix Llobregat; un 35%, en una altra comarca de Catalunya; un 22% de la població és nascuda a l'estat espanyol i un 10% a l'estranger.

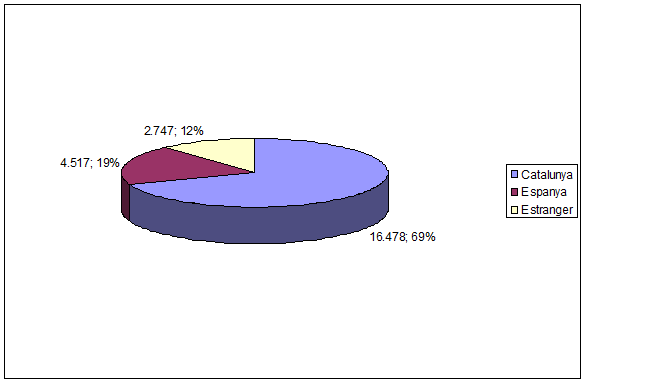
Població segons lloc de naixement. Olesa de Montserrat 2013

Pel que fa al nivell d'instrucció de la població, el factor generacional és decisiu. El dèficit instructiu és superior en la població de més edat.

### Transports
Olesa de Montserrat es troba a 30 km de Barcelona, a 20 km del monestir de Montserrat i a 16 km de Terrassa. Les comunicacions es poden produir per carretera o mitjançant el transport públic.
Per carretera
- C-55 /  A-2 : Carretera C-55 d'Abrera a Manresa. Enllaç a Abrera amb l'A-2.
- C-1414 /  A-2 : Carretera C-1414 d'Olesa a Esparreguera. Enllaç a Esparreguera amb la A-2.
- BV-1201 / C-243: Carretera BV-1201 d'Olesa a Martorell. Enllaç amb la comarcal C-243 vers Terrassa.
- B-120: Carretera B-120 d'Olesa a Terrassa passant per Viladecavalls.
- B-120 (BV-121 / BV-1211) BP-1213: Carretera B-120 d'Olesa a Terrassa passant per Viladecavalls. Enllaça amb la BV-121 i la BV-1211 vers Vacarisses i d'allí amb la BP-1213 de Terrassa a Manresa.

Ferrocarril
Serveis adherits a la xarxa integrada de transport (Autoritat del Transport Metropolità).
- Olesa de Montserrat línia Llobregat-Anoia de FGC
- Telefèric d'Olesa a Esparreguera de FGC CLAUSURADA
- Olesa, Rodalies CLAUSURADA.

Autobús
Serveis adherits a la xarxa integrada de transport (Autoritat del Transport Metropolità).
- Transports Generals d'Olesa (TGO): Fa el servei entre Olesa i les poblacions de Martorell, Esparreguera i Terrassa. Va començar al 1919 donant servei amb una línia que unia el poble d'Olesa amb l'Estació del Nord de la mateixa vila.[9]
- Bages Express: Fa el servei Olesa-Barcelona i Olesa-Manresa.
- Servei de transport públic nocturn: Línia N51.

## Llocs d'interès
| Entorn urbà - Nucli antic - Torre del Rellotge - Santa Maria d'Olesa de Montserrat - Porxo de Santa Oliva - Escola Municipal d'Arts i Oficis - Convent de les Mares Escolàpies - El Convent de les Filles de la Caritat de Sant Vicenç de Paül d'Olesa de Montserrat (Baix Llobregat), està ubicat al carrer de Santa Oliva de la població. Va inaugurar-se el 1929. - Església de Santa Maria - Hotel Gori (actual edifici de l'ajuntament) - Escorxador - CEIP Mare de Déu de Montserrat, conegut antigament amb el nom d'Escoles Nacionals. És un edifici de l'any 1930 construït per l'arquitecte Jeroni Martorell i Terrats. - Mercat municipal - Cal Margarit - Cal Perpinyà - Cal Vador Bruixa - El Molí d'Oli - Cal Puigjaner - Teatre Olesa (Els Salistes) - Teatre de la Passió - Palanca de la Colònia Sedó Patrimoni antic inexistent - Cinema Goya d'Olesa - Masia de Can Carreras - Fàbrica de Ca l'Isard - Fàbrica de Paños Margarit - La Barca d'Olesa - Masia de Can Navarro - Casablanca - Cal Capó Fonts urbanes - Plaça de les Fonts - Font del Ventura Gassol - Font de Vilapou - Font d'en Roure - Font de can Solé | Entorn rural - Balneari de La Puda de Montserrat - Ruïnes del Mas Vilar - Masia de Can Llimona - Masia de Can Puigventós - Masia de Sant Jaume - Capella de Sant Jaume - Sant Pere Sacama - Sant Salvador de les Espases - Pont de Boixadell, pont de la Renfe a l'estació del Nord - Creu de Saba - Creu de Beca - Casa del Raganer - La barraca olesana del Duxans - Can Matetas - Can Marcetó - Can Miquel Amat, actual local social de la urbanització Oasis | Espais naturals d'interès - Puigventós - Puigcendrós - Coll de les Espases - Pla de Can Llimona - Torrent de Raganer - Torrent d'Oromir - Riera de Sant Jaume - L'Areny del Molí - Bosc del Gavatx - Planes agrícoles de Can Llimona - Les Ribes Blaves - Les Agulles del Petintó - Congost del Cairat - Lloreda del torrent del Reganer - Bosc de la Roureda Fonts rurals - Font dels Encantats - Font de Sant Jaume - Font de la Pastora - Font del Mateu - Font del Frare Pau - Font de la Roureda - Font dels Rabassaires - Font de les Comes - Bassa de la masia de Puigventós - Pou de la masia de Puigventós - Font de Sant Valentí - Font del Gavatxó - Font de Sant Salvador Rutes i camins d'interès - Camí del Samper - Camí vell d'Olesa a Vacarisses - Camí del Fondo - Volta a Can Llimona, vulgarment dit la Ruta del Colesterol |

## Història

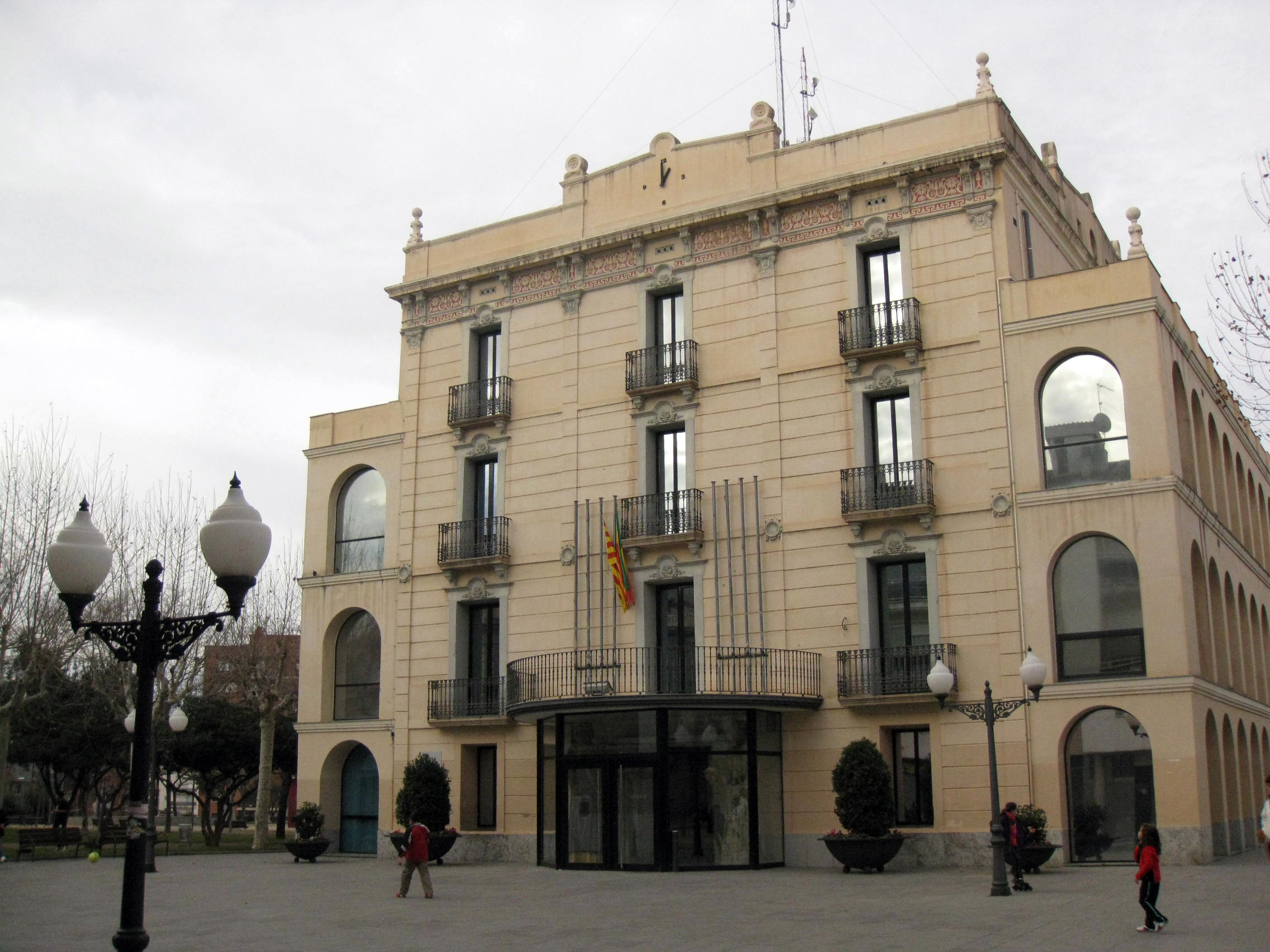
Ajuntament d'Olesa de Montserrat

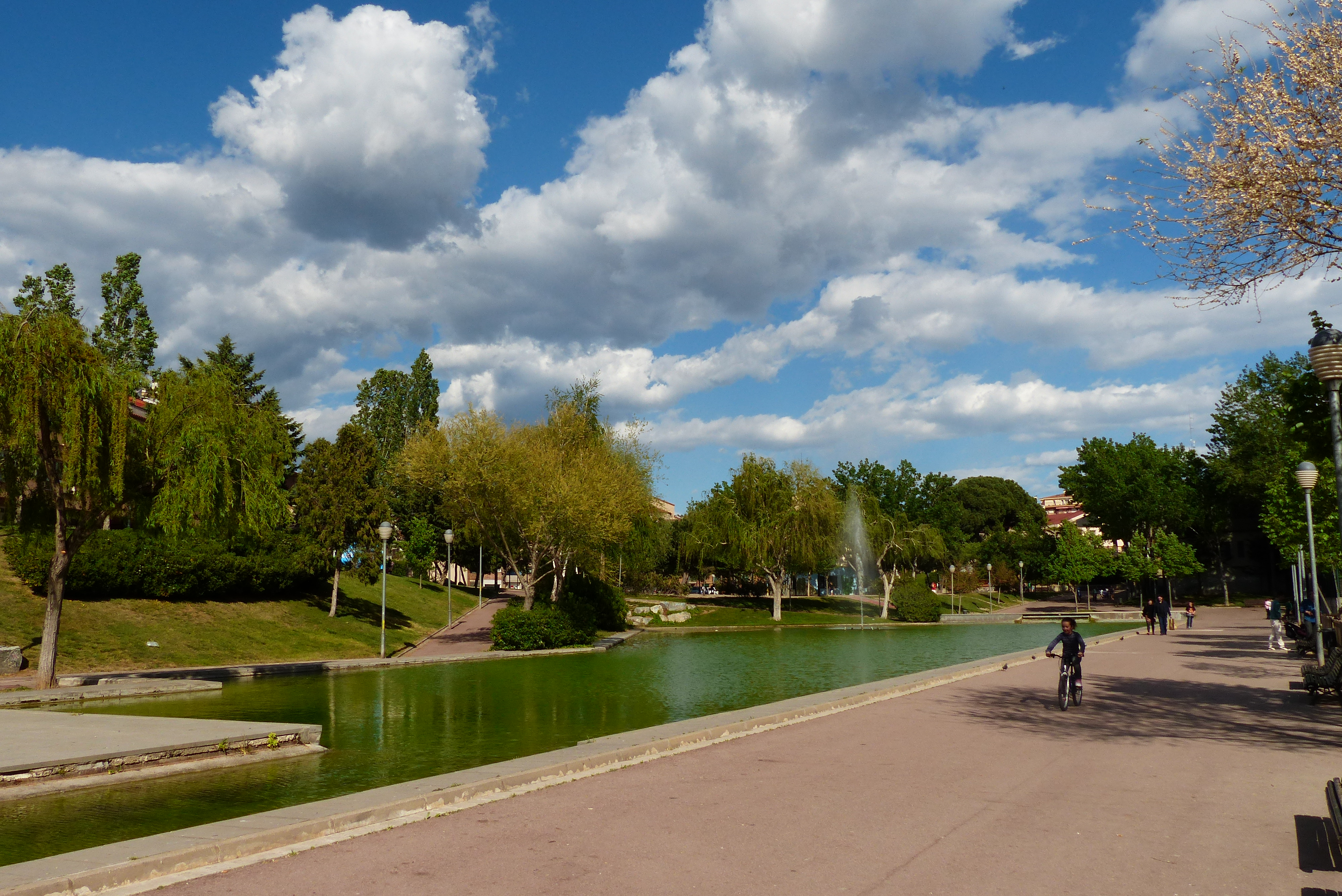
Parc municipal

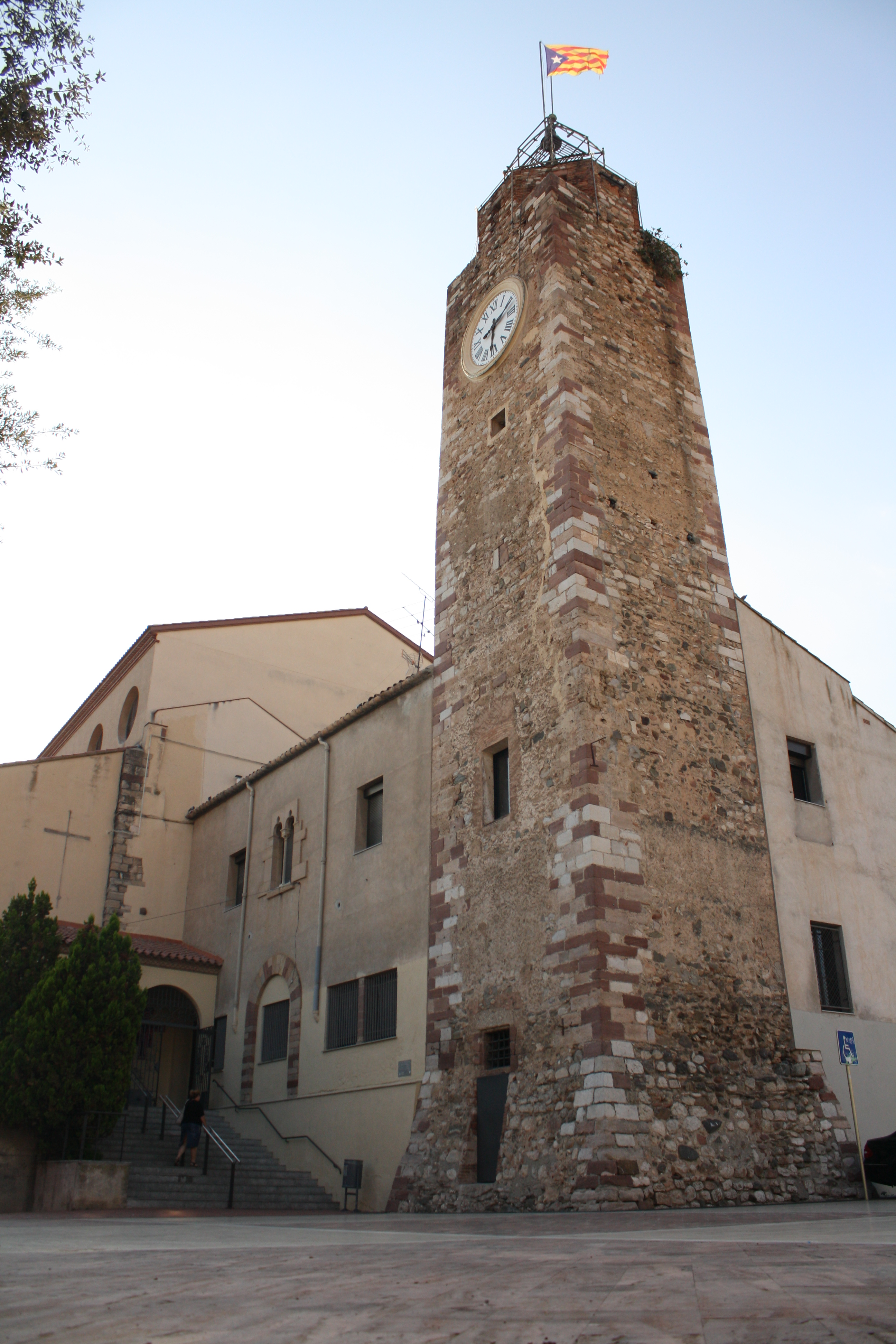
Església i Torre del Rellotge

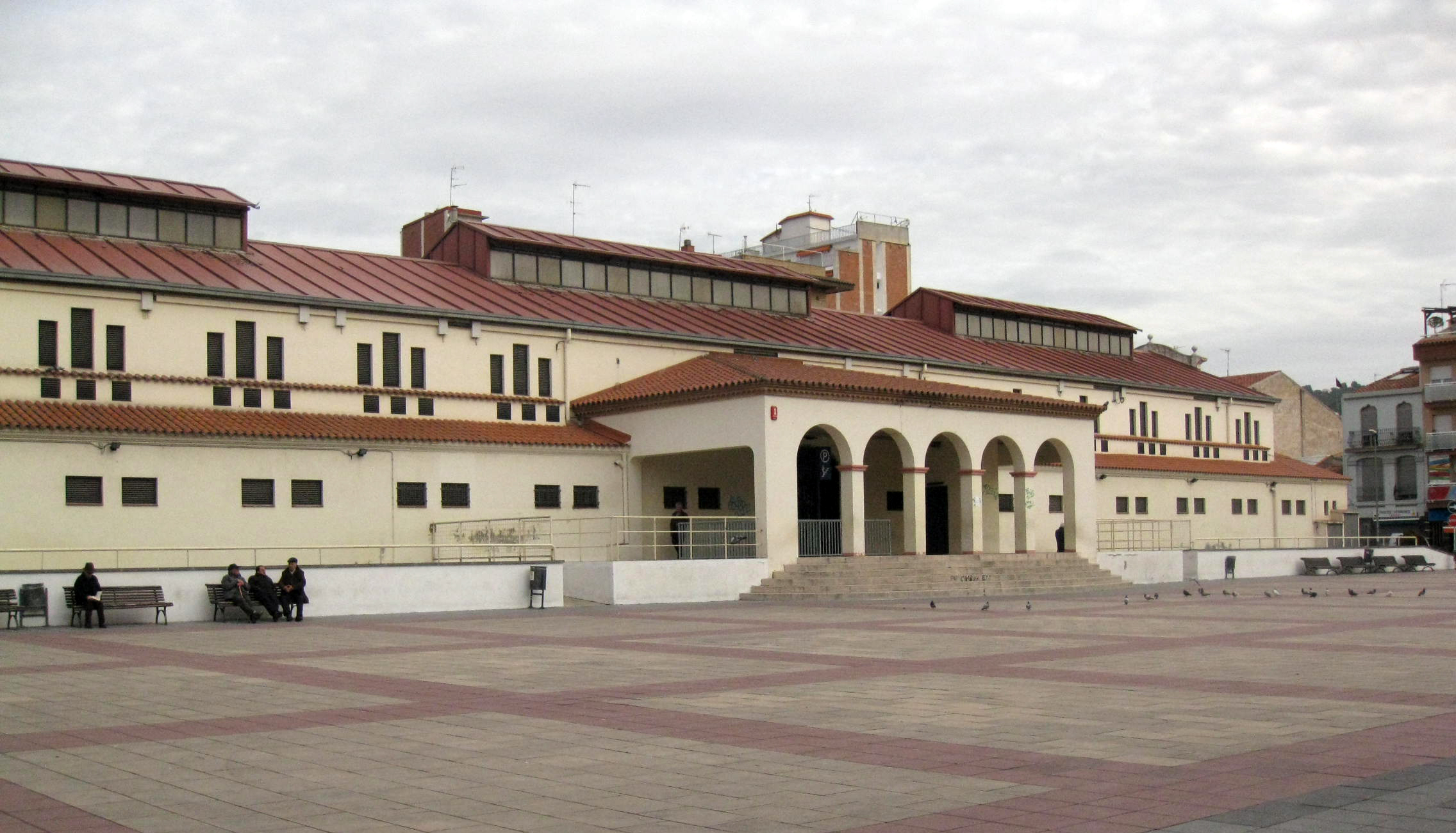
Mercat municipal

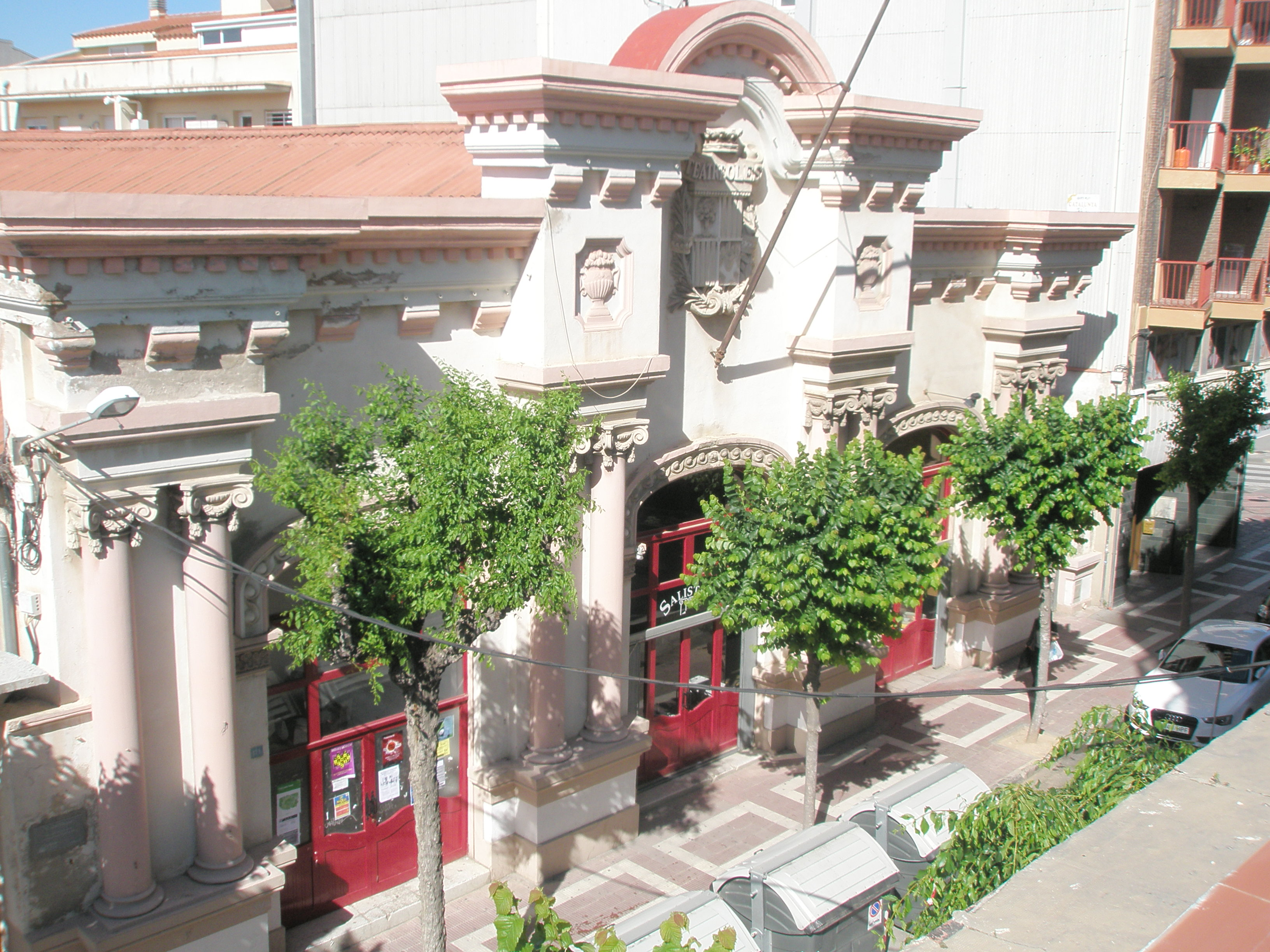
Antic Teatre Salistes

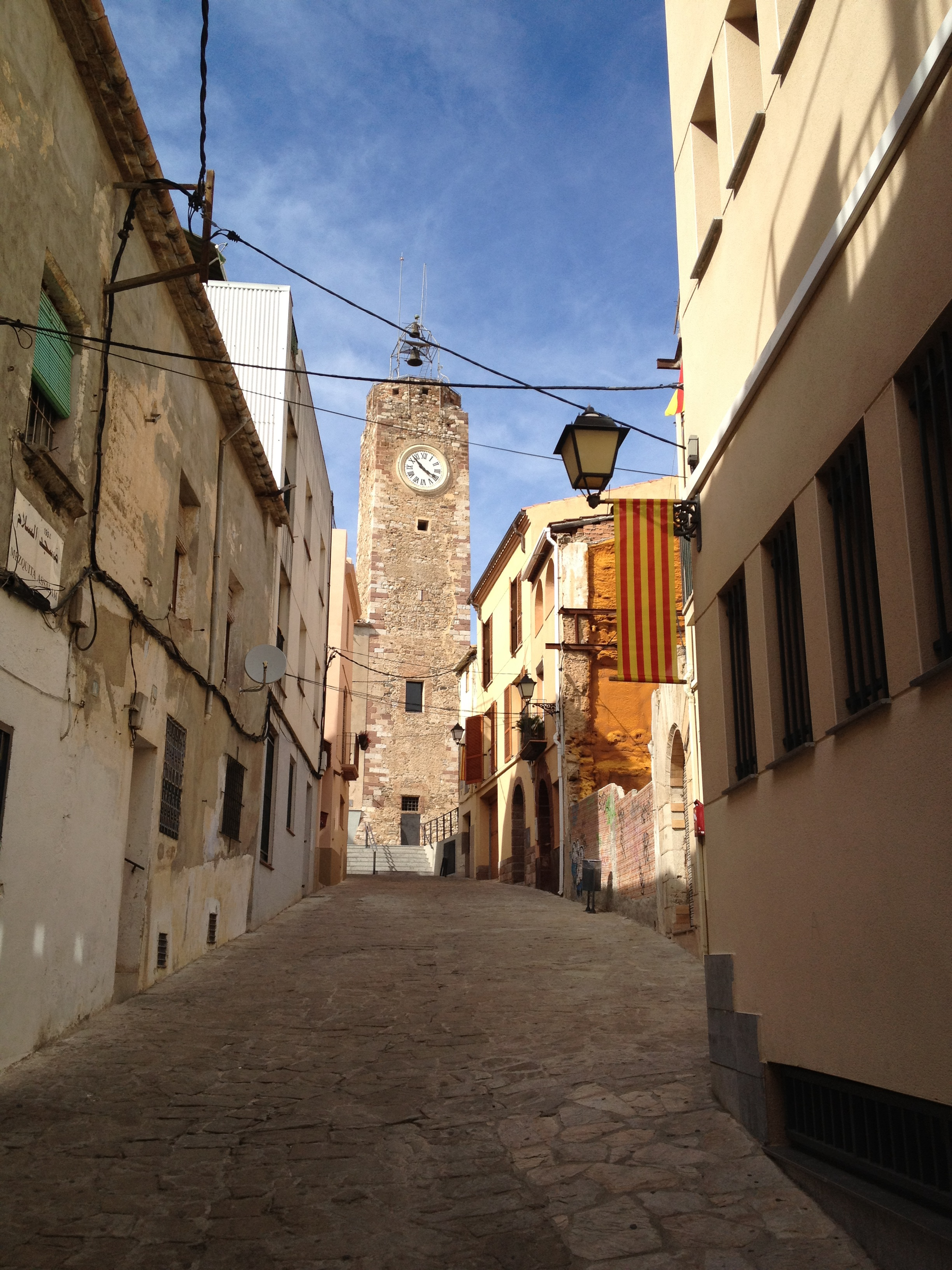
Torre del Rellotge

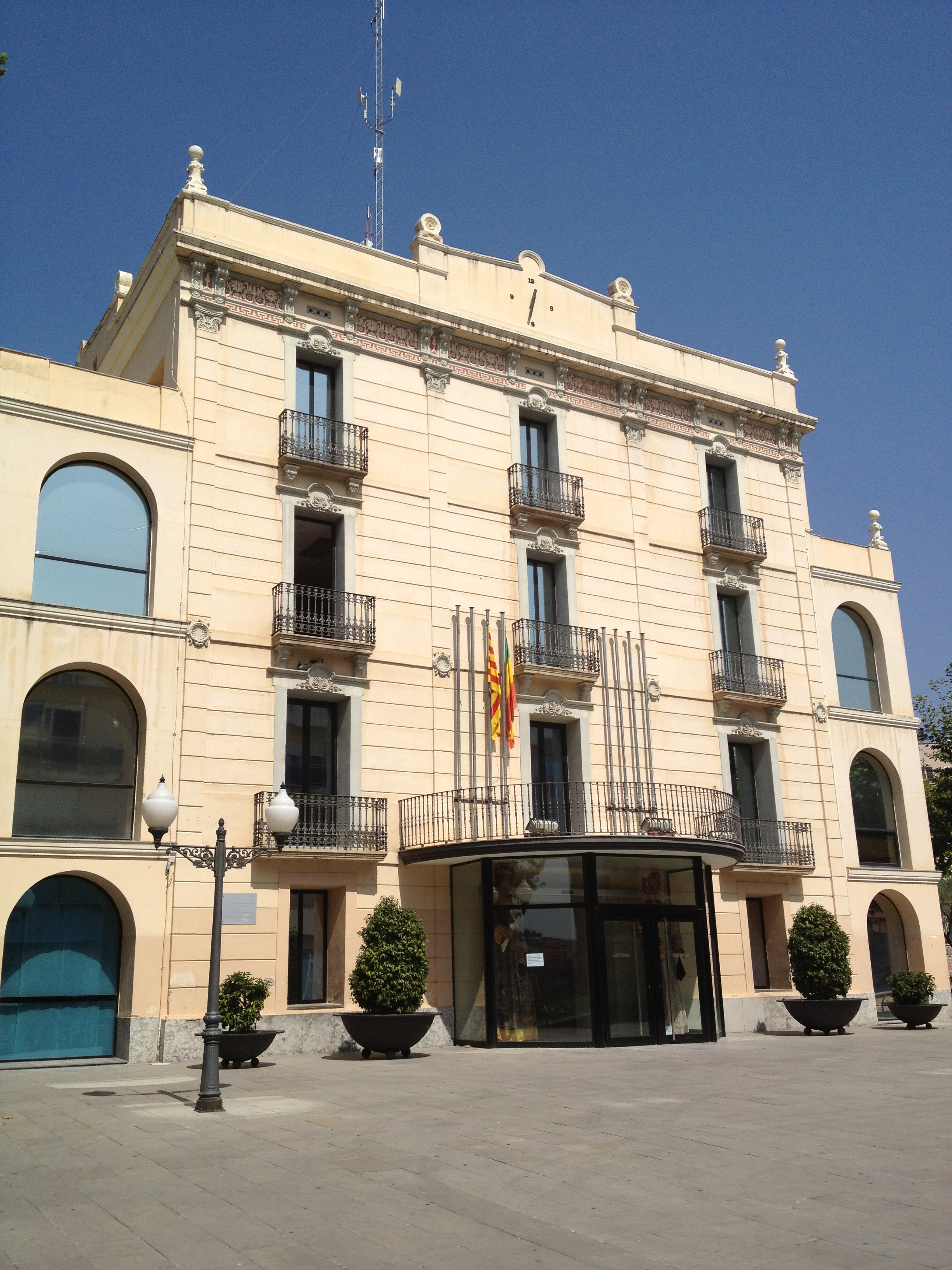
Ajuntament. Antic Hotel Gori

Els primers testimonis documentals testimoniats a Olesa daten del segle X dC. Es tracta de diversos documents de compravenda que, entre els anys 938 i 980, testimonien la propietat del castell de Sant Pere Sacama per part dels comtes Sunyer i Miró, el noble Digfred i el monestir de Ripoll. En aquests documents les fonts situen el castell de Sant Pere in loco uocato Aulesia. No obstant, cap referència apareix sobre l'actual vila i parròquia fins a l'any 1012, any en el qual se cita per primer cop l'existència d'una parròquia de Santa Maria d'Olesa de Montserrat, per tant podem suposar que ja existia amb anterioritat. Un altre document del segle xi, el 1073, mostra la presència d'una sagrera a Olesa, la qual cosa fa pensar en un poblament estable ja en aquestes dates al voltant de l'actual parròquia.
La vila d'Olesa va canviar de mans diverses vegades al llarg dels segles XII-XIV, segons testimonia Olesa Aimada (els comtes de Foix, Bernat i Gilabert de Centelles, Hug de Cervelló), però ja a partir del 1264 queda palès l'interès per part del proper monestir de Montserrat en adquirir drets a Olesa. Els successius priors de Montserrat van adquirir progressivament drets, terres i jurisdicció al territori d'Olesa, essent significativa la data de 1359, en la qual el prior Jaume de Vivers comprà la senyoria jurisdiccional d'Olesa al rei Pere el Cerimoniós. A principis del segle xv, la vila d'Olesa havia quedat integrada definitivament en el patrimoni del priorat, després abadia, de Montserrat.

## Cultura

### La Passió
Olesa de Montserrat és coneguda arreu per les representacions de la Passió d'Olesa de Montserrat, obra teatral en la qual s'hi representa la vida, mort i resurrecció de Jesucrist. Aquest espectacle és dut a terme any rere any durant els mesos de febrer, març i abril.
El document més antic referent a les representacions de La Passió data del segle xvi, concretament de l'any 1538, i es conserva a l'Arxiu Parroquial d'Olesa de Montserrat. Es tracta d'un document d'inventari dels objectes de la sagristia de l'església parroquial de Santa Maria d'Olesa de Montserrat on, d'entre el llistat de robes i objectes litúrgics s'hi anomena una consueta "per fer la passió", és a dir, el text per a representar la passió.

### L'Arxiu
L'Arxiu Històric Municipal d'Olesa de Montserrat està situat a la Casa de Cultura. Aquest arxiu està format per diferents seccions com: l'arxiu medieval i modern, el departament de gràfics, una biblioteca amb publicacions del municipi, una hemeroteca i un arxiu fotogràfic. També hi ha una part destinada a salvaguardar objectes rellevants vinculats a la vila. El document més antic és de 1314 i la documentació dipositada comprèn uns 700 metres lineals de prestatgeria.

### Festes i tradicions

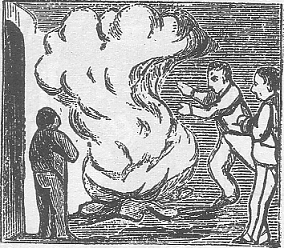
Foguera de Sant Joan (auca, mitjans s. XIX)

- Festa de Sant Antoni Abat, els Tres Tombs.
- La Passió d'Olesa de Montserrat: durant els mesos de febrer, març i abril.
- Els Misteris d'Olesa: Dijous Sant i Divendres Sant
- Festa de Santa Oliva, patrona d'Olesa: 10 de juny.
- Festa major, Sant Joan: 24 de juny.
- Aplec a l'ermita de Sant Salvador de les Espases: Primer diumenge de setembre.
- Les Llúcies i els Nicolaus : 6 de desembre i 13 de desembre.

## Mitjans de comunicació locals
Olesa de Montserrat compta amb diversos mitjans de comunicació locals:
- La Bústia: És un periòdic regional amb seu a Olesa que ofereix informació sobre l'actualitat del municipi, així com articles d'opinió i reportatges del Baix Llobregat. És un periòdic de premsa escrita que també publica contingut a Internet.[17]
- Periòdic 08640: Aquest periòdic local també se centra en les notícies i esdeveniments d'Olesa de Montserrat, proporcionant una cobertura informativa de proximitat. És un periòdic de premsa escrita.[18]
- Olesa Ràdio: L'emissora municipal ofereix una programació variada que inclou informatius locals, programes d'entreteniment, espais musicals i programes de participació ciutadana. És un mitjà públic destinat a la difusió de la cultura i les activitats del municipi. Forma part de la Xarxa de Comunicació Local.[19]
- Teleolesa: És un canal de televisió local que se centra en l'actualitat d'Olesa de Montserrat i altres localitats del Baix Llobregat. Ofereix una programació diversa que inclou informatius, documentals i entrevistes. Publica contingut audiovisual sobre la vida cultural, social i política de la regió.[20]

## Economia
El sector agrícola de l'olivera va tenir la seva màxima esplendor durant els segles xviii i xix, però va perdre importància de manera progressiva. La industrialització va ser fonamental per al desenvolupament econòmic del municipi, amb un gran pes del sector tèxtil durant la dècada dels seixanta. Però el 1975 una crisi general del sector va provocar el tancament de moltes fàbriques i va propiciar la reconversió del sector industrial, que va derivar en l'àmbit químic, metal·lúrgic i de l'alimentació, i que alhora va afavorir el desenvolupament del sector serveis.

### L'Oli d'Olesa

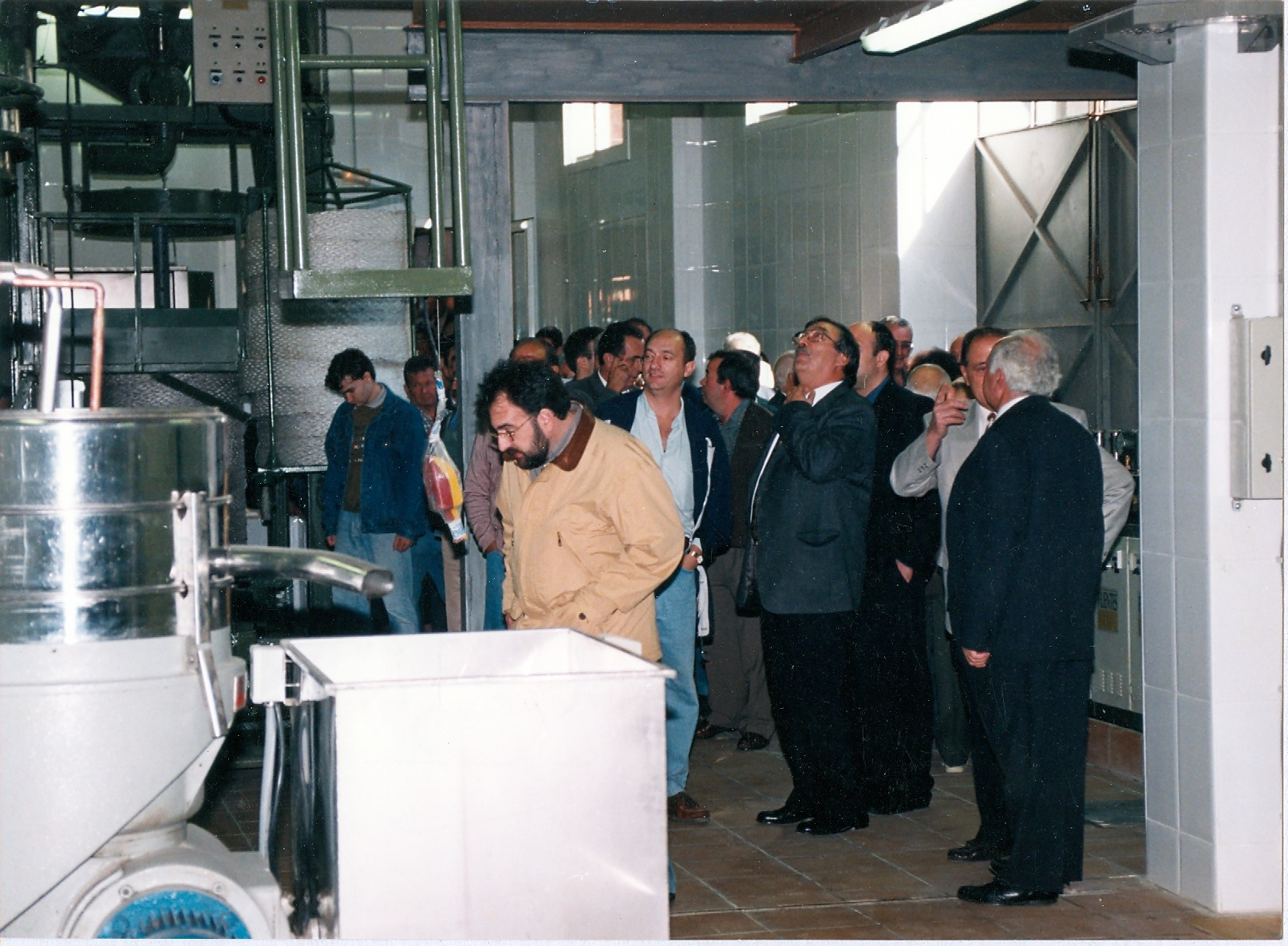
Autoritats i convidats contemplant la nova maquinària de la nova premsa d'oli d'Olesa de Montserrat el 8 de novembre de 1997.

L'oli d'oliva, el propi de la dieta mediterrània, té una vinculació singular amb Olesa de Montserrat. Al vessant mitjà de les seves muntanyes hi ha moltes oliveres. Les característiques del terreny i el conreu que s'ha fet de l'olivera han conformat una varietat autòctona: la palomar o olesana, el fruit de la qual i el procés d'obtenció donen un oli prou diferenciat com per a poder parlar d'oli d'Olesa. Més enllà d'això, tot el que gira al seu voltant s'està reincorporant amb força al patrimoni de la cultura local.
La vinya a Olesa, com localment s'anomena també l'oliverar, de terreny abrupte amb domini de llicorella, facilita el drenatge de l'aigua de les pluges i l'adaptació de la varietat esmentada. A les "vinyes" d'Olesa també podem explicar la curiosa barraca olesana. L'oli s'obté amb notables qualitats dietètiques i farmacològiques. Antigament s'havia utilitzat amb finalitats medicinals; fins i tot s'ha trobat un aiguamans de Banyoles, del segle xviii, per a l'oli d'Olesa.
De l'origen d'aquesta activa producció d'oli d'oliva n'hi ha diverses versions, que situen a la vila alguns emperadors romans. Res més que llegendes, ja que no s'han trobat fons que avalin aquestes teories. Del que sí que tenim constància és de l'especialització de l'agricultura olesana en el conreu d'oliveres des del 1789, moment en el qual Joan Boada fa una detallada descripció de la vida a Olesa i ja hi cita l'abundància d'oliveres. Altres autors locals han trobat referències medievals a la producció d'oli, tot i que sense esmentar-ne un predomini clar sobre altres tipus de conreus.
L'any 1929 va guanyar la medalla d'or de l'Exposició Internacional de Barcelona
Pèire de Marca o el Baró de Maldà, entre d'altres, n'han escrit amb admiració. Pierre Vilar parla així de l'oli d'Olesa:
| «                                                | L'arbre té (...) els seus llocs preferits, respecte a la superioritat ben establerta de l'oli d'Olesa, als peus de Montserrat, hom no sap què cal atribuir a les qualitats del terreny o a les tradicions d'una bona refinació | » |
| — Pierre Vilar, Catalunya dins l'Espanya Moderna | |   |

En Frederic Soler (a) Serafí Pitarra en recità la següent estrofa:
| «                                          | Per olors o per ximplesa pot haver-n'hi amb més reclam,més per amanir l'enciam no hi ha com oli d'Olesa." | » |
| — Frederic Soler, De tot hi ha a Catalunya | |   |

Pel que fa a la varietat Palomar o Olesana, és primerenca, és a dir, les olives maduren i cauen aviat. Per tant, té poca capacitat de retenció. Ens trobem davant d'una olivera de mida mitjana, que produeix un oli afruitat mig, dolç i equilibrat. En gastronomia ha estat sempre molt valorat. L'oli d'Olesa va rebre la Medalla d'Or i Diploma d'Honor a l'Exposició Internacional de Barcelona l'any 1929
La ubicació geogràfica i la varietat fa que l'oli compleixi els requisits per convertir-se en Denominació d'Origen, però manca de producció i el treball agrícola està en decadència. A més, la variada geologia i orografia del terme municipal sovint dificulta el conreu, fet que afavoreix l'abandonament del cultiu i el creixement del bosc. No obstant això, la Fundació Agrícola produeix aproximadament —segons el resultat de la temporada— 70.000 litres d'oli. Amb tot, cal recordar que Olesa de Montserrat és un municipi conegut arreu pel seu excel·lent oli.
A finals del segle xix, tota la meitat nord del terme estava cultivada amb ceps i oliveres i poques zones eren boscoses. Tanmateix, a inicis del segle xx la plaga de la fil·loxera estava exterminant tota la vinya del municipi i els pagesos, amb impotència, no hi podien posar remei. En aquell moment, suposem que els pagesos locals van decidir-se a conservar i engrandir el conreu de l'olivera Palomar. Hi ha una frase recollida en el llibre de Gusman Vendranes i Chantale Rullier que diu: Qui l'oli no ha provat d'Olesa de Montserrat?
Malgrat tot, hi havia un gran contrast entre els terratinents i els petits pagesos que cultivaven l'olivera. Les cases grans del poble produïen el seu oli en el propi trull, perjudicant els altres pagesos. Això va ocasionar una petita revolució agrícola d'àmbit local. Un grup de pagesos minifundistes, el 1912, van inaugurar el Molino Aceitero Olesanés o Premsa Nova. Fou l'any 1917 que es fundà el Sindicat Agrícola Olesanés. Pretenia donar resposta a la necessitat dels petits productors d'unir-se per fer front al monopoli en l'ús dels trulls que exercien els grans propietaris. Fruit d'aquesta unió es va poder construir un nou trull, la Premsa Nova. Malgrat això, el conreu de les oliveres va decaure, al mateix temps que la indústria tèxtil guanyava en prosperitat. Durant el franquisme, la sindicatura, com molts d'altres, va ser assimilada per l'Estat. D’aquesta manera, l'any 1952 es fundaren les Hermandades Sindicales de Labradores y Ganaderos.
Anaven passant els anys i el conreu d'olivera es mantenia estable. Però una feroç glaçada durant el mes de febrer de 1956 —especialment el dia 2 de febrer amb temperatures que van caure fins als-12n.C— va matar moltíssimes oliveres i n’inicià el declivi. El Molí de l'Oli —com també es coneix popularment— va estar uns anys sense produir-ne per les inclemències meteorològiques. L'any 1978 les Hermandades Sindicales de Labradores y Ganaderos canvià el nom pel de Cámaras Agrarias. I així va ser fins que el 1994 es va crear la Fundació Agrícola Olesana, que ha perdurat fins a l'actualitat.
Geogràficament, la part rosta de la vila sempre s'ha caracteritzat pel conreu de l'olivera i el cep. En canvi, les planes baixes entre el poble i el riu s'han destinat a les hortalisses i als fruiters, a més de l'oli i del vi. Bé ho corroboren alguns topònims trobats a l'AHMOM com Garnatxa (varietat de raïm) i Les Tires (manera de plantació de vinya). Aquesta distribució espacial dels conreus es deuen, per una banda, a què les zones muntanyoses, caracteritzades per les llicorelles i amb l'afegit del pendent, i es fa més difícil treballar-hi. Per això, es destinen principalment a aquest conreu, que és de secà. Per altra banda, a les planes baixes hi ha més aigua, fet que afavoreix el conreu de l'horta més còmodament i no dista més de mitja hora a peu del poble. A més, és una zona accessible, útil per la gran dedicació que demana el conreu de regadiu.
El paisatge d'oliverars ens persegueix durant tot el recorregut. Amb oliveres a cada lateral del camí, la passejada es fa peculiar. La bellesa d'aquest paisatge augmenta si hi passegem durant el temps de recollida de les olives, a la tardor. Els pagesos hi treballen i l'olor de les borrasses i de les olives s’escampa per tota la plana. Tot i així, encara queda un bocí de terreny dedicat a la vinya, pròpiament dita.

### Indústria tèxtil

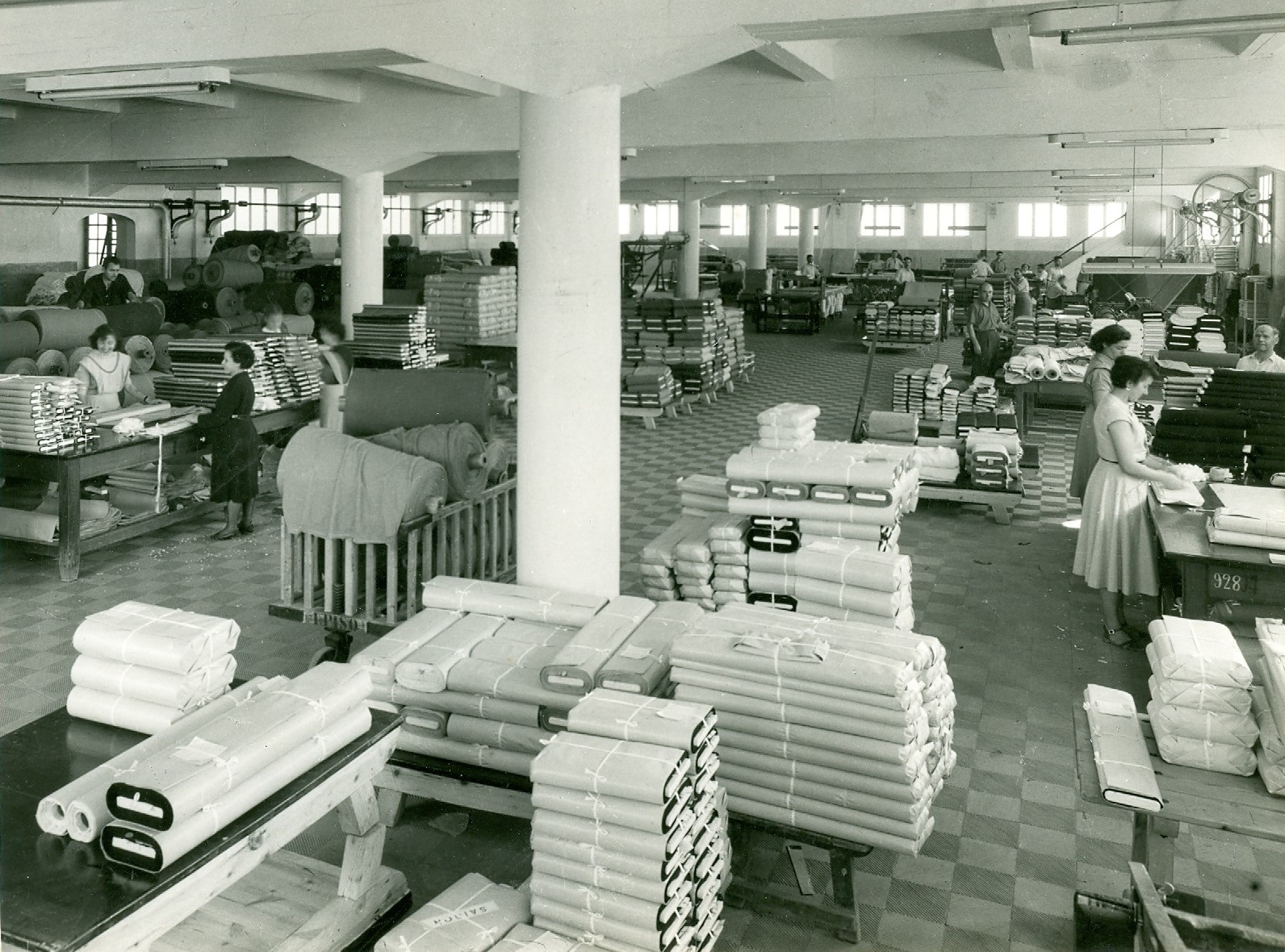
Ca l'Isard 02

Gràcies a la força del riu, Olesa de Montserrat es va industrialitzar molt ràpidament; s'aprofitava la força hidràulica per fer moure els molins drapers. Les primeres fonts escrites trobades daten dels segles xvi i xvii, on ja s'anomena el gremi dels paraires. La llana, el lli i el cànem es teixien a mà, i els productes manufacturats eren transportats fins a Barcelona per vendre'ls a la ciutat. Gràcies a la introducció de les indianes petites fortunes d'empresaris van invertir en la compra de maquinària tèxtil per a la indústria olesana. Però la inversió no va veure el seu fruit en la mesura esperada, ja que la línia del ferrocarril entre Barcelona i Terrassa no es va fer passar per Olesa. Aquesta condició va causar una forta regressió en el sector.

#### Seglexix
A partir del s. XIX es donen una sèrie de canvis a la població que propicien el desenvolupament del que seria un dels motors econòmics més importants de la vila fins a mitjan segle xx.
A finals dels anys 30, un cop acabada la Guerra Carlina obre a Olesa aprofitant el corrent del riu Llobregat, l'empresa "Pagès-Barceló y Compañia". L'obertura de la fàbrica va fer necessària la creació d'un canal que garantís l'arribada d'aigua per a moure les màquines de filar.
Durant les dècades dels anys quaranta i cinquanta aquesta va ser, amb diferència, la indústria més important, de la qual, en depenien directament unes 80 famílies, és a dir, que hi tenien més de cent treballadors.
Tot això propicià que antics paraires, teixidors i propietaris agrícoles decidissin invertir en el tèxtil i s'obrissin altres fàbriques.
Una de les particularitats de la indústria tèxtil olesana és que es va arribar a tenir una única indústria integral, és a dir, que reunia pràcticament 
totes les fases del procés productiu.
Tot aquest apogeu, va propiciar que sorgissin iniciatives d'altres empresaris per dinamitzar l'economia olesana, com la creació de societats empresarials o la voluntat d'instal·lar una màquina de vapor en una de les fàbriques. Malgrat tots els esforços, l'estructura industrial olesana fou insuficient i poc consolidada si es compara, amb el teixit industrial de les poblacions veïnes.
A les dècades dels anys seixanta i vuitanta comença una profunda decadència. En termes generals, la guerra civil nord-americana va propiciar una pujada dels preu del cotó unida a la fallida de tots els sectors industrials, la borsa, els bancs, l'agricultura, els bancs i el sistema polític que acabaria amb la proclamació de la Primera República Espanyola
En termes específics, la debilitació de la indústria olesana es deu bàsicament a tres factors:
1. La importància del conreu de la vinya a Olesa, desvia molts recursos humans cap a aquest sector.
2. Les vies de comunicació insuficients amb la vila. Era difícil arribar a Olesa bé per via terrestre o per ferrocarril.
3. La fàbrica Pagès-Barceló no va tenir la prosperitat econòmica que sí que va tenir en canvi la Miquel Puig i Cia situada a Esparreguera

#### Segle XX
Als anys 20 comença a Olesa la creació d'una estructura empresarial moderna, ja que les indústries es dedicaran bàsicament a filar i teixir cotó. A més a més, Olesa s'obre amb noves vies de comunicació. Es destaca el pont sobre el riu Llobregat (1915) i l'estació del Carrilet, línia Barcelona-Manresa (1921) que faria arribar vagons de carbó per a produir vapor. En poc temps, la població començarà a créixer espectacularment, i arribaran uns anys de prosperitat econòmica i de progrés industrial propiciada també per la inversió d'industrials de Terrassa i Barcelona. L'any 1924 Olesa comptava amb 24 empreses dedicades al tèxtil, i 16 d'elles tenien 465 telers. La població olesana era d'uns 4000 habitants. Hi havia un problema, però, i és que la nova tecnologia requeria uns coneixements que els treballadors no tenien. Per això, es va inaugurar l'Escola Municipal d'Arts i Oficis per poder formar tècnicament tots els obrers de les indústries olesanes. Als anys 30, Olesa comptava ja amb 5640 habitants, el 70% del qual es dedicava al sector industrial, on hi havia 17 fàbriques que es dedicaven a la indústria tèxtil. Les condicions laborals dels treballadors van millorar gràcies a la representació sindical de les empreses en comitès d'empresa.

## Política
Olesa és una vila governada majoritàriament per l'esquerra des de l'inici de la democràcia municipal, l'any 1979.
| Període     | Alcalde o alcaldessa                                   | Partit polític                         | Data de possessió | Observacions |
| ----------- | ------------------------------------------------------ | -------------------------------------- | ----------------- | ------------ |
| 1979–1983   | Enric Termens Beltran                                  | PSC                                    | 19/04/1979        | --           |
| 1983–1987   | Enric Termens Beltran Daniel Pujol Garcia              | PSC                                    | 28/05/1983        | --           |
| 1987–1991   | Enric Termens Beltran                                  | Independent                            | 30/06/1987        | --           |
| 1991–1995   | Pere Planas Duran Jaume Francesch Subirana             | CIU ICV                                | 15/06/1991        | --           |
| 1995–1999   | Enric Termens Beltran                                  | PSC                                    | 17/06/1995        | --           |
| 1999–2003   | Enric Termens Beltran Jaume Monne Dueñas Joan Rota Ros | PSC                                    | 03/07/1999        | --           |
| 2003–2007   | Joan Rota i Ros                                        | PSC                                    | 14/06/2003        | --           |
| 2007–2011   | Jaume Monne Dueñas Magdalena Graells Casals            | PSC CIU                                | 16/06/2007        | --           |
| 2011–2015   | Salvador Prat i Asensio                                | Bloc Olesà-ICV-EUiA-E                  | 11/06/2011        | --           |
| 2015–2019   | Pilar Puimedon Monclús                                 | Bloc Olesà-ICV-EUiA-E                  | 13/06/2015        | --           |
| 2019-2023   | Miquel Riera Rey                                       | Bloc Olesà                             | 15/06/2019        | --           |
| Des de 2023 | Jordi Parent i Beltran                                 | ERC-Bloc Olesà CUP-Junts per Catalunya | 17/06/2023        | --           |

## Olesans i Olesanes destacats
- Marc de Vilalba (? - Olesa de Montserrat, 1439): Monjo i abat de Ripoll (1408), primer abat de Montserrat (1409-39), 13è President de la Generalitat de Catalunya
- Rosa Venes i Clusas (Olesa de Montserrat, 1783 - Tarragona, 1844): Heroïna. Defensora de Tarragona contra els francesos durant la Guerra del Francès.
- Paula Montal i Fornés (Arenys de Mar, Maresme, 1799 - Olesa de Montserrat, 1889): Religiosa.
- Josep Romagosa i Gotzens (Olesa de Montserrat, 1820 - València, 1868): Cirurgià.
- Francesc d'Assís Valls i Ronquillo (Olesa de Montserrat, 1835 - Barcelona, 1907): Pedagog.

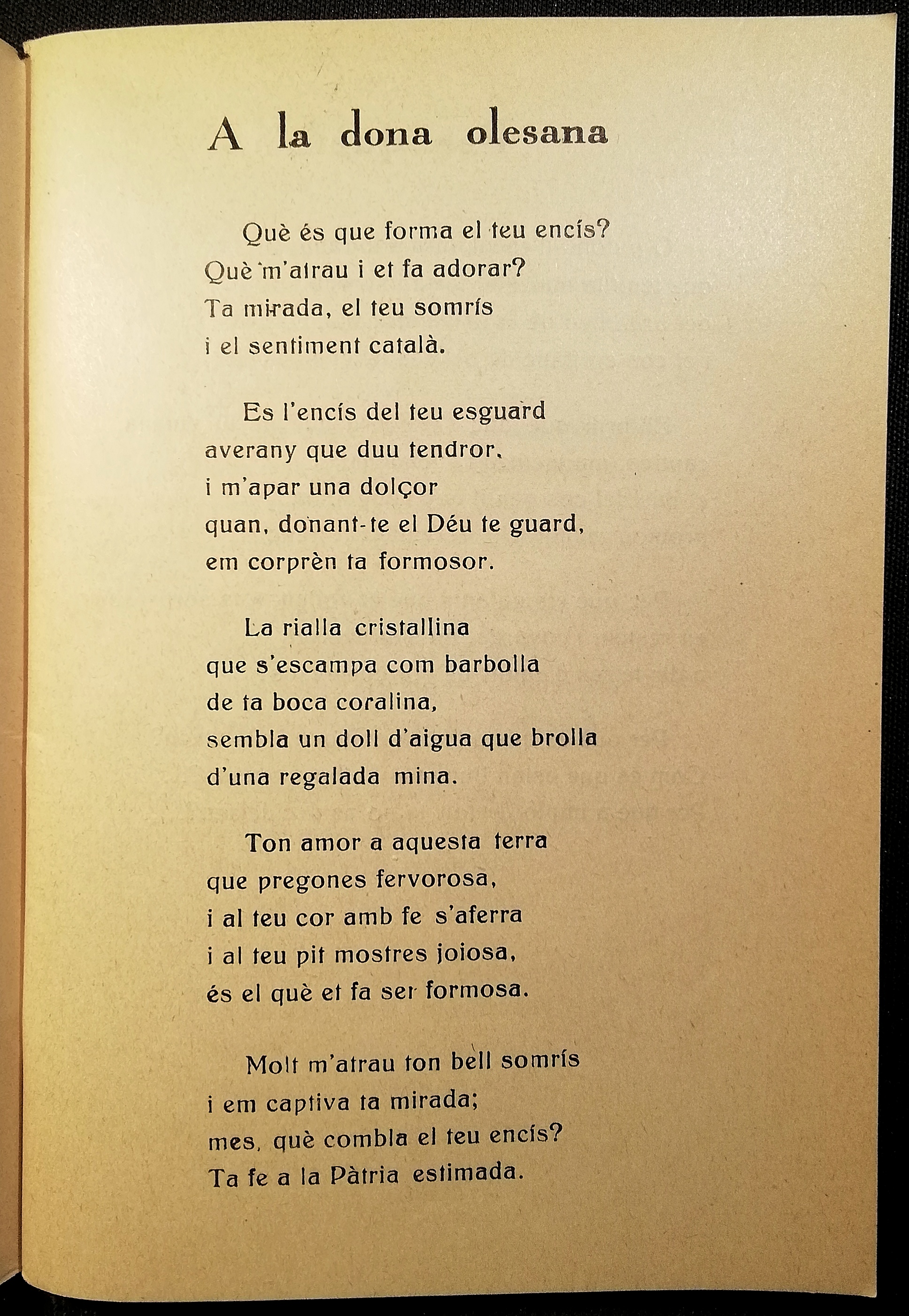
Poema dedicat a les dones d'Olesa publicat l'any 1937

- Poema dedicat a les dones d'Olesa publicat l'any 1937Jaume Baltasar i Matas (Olesa de Montserrat, 1850 - Barcelona, 1922): Metge i delegat de la Unió Catalanista.
- Benet Margarit i Font (Olesa de Montserrat, 1878 - Ullastrell, 1936): Empresari i polític carlí.
- Emili Blanxart i Pedrals (Olesa de Montserrat, 1881 - Olesa de Montserrat, 1958), metge[27]
- Daniel Blanxart i Pedrals (Olesa de Montserrat, 1884 - Barcelona, 1965): Enginyer tèxtil i musicòleg.
- Cebrià Montserrat i Roig (Olesa de Montserrat, 1886 - Barcelona, 1962): Eclesiàstic i humanista. Canonge de la seu de Barcelona.
- Josep Tobella i Galceran (Olesa de Montserrat, 1897 - Ullastrell, 1936): Farmacèutic, artista i polític carlí.
- Joan Povill i Adserà (Vilalba dels Arcs, 1903 - Olesa de Montserrat, 1985): Crític, escriptor i dramaturg olesà.
- Ramon Torrella i Cascante (Olesa de Montserrat, 1923 - Tarragona, 2004): Eclesiàstic i ecumenista.
- Alfons Gumfaus i Bas (Olesa de Montserrat): Fotògraf, pintor i escultor del segle xx
- Fèlix Figueras Aragay (1894-1939), Alcalde sota la Segona República Espanyola[28]
- Francesc Flaqué i Fontanals (Olesa de Montserrat, 1935-2012): Empresari del món de la moda.
- Joan Segura i Gotsens (Olesa de Montserrat, 7 d'octubre del 1936 - 7 de gener de 2017): Músic.
- Joan Font i Pujol (Olesa de Montserrat, 1949): Actor i director teatral. Cofundador i director de Comediants.
- Joaquim Pla i Planas, “Quimet Pla” (Olesa de Montserrat, 1950): Actor de teatre. Cofundador de Comediants.
- Macari Gómez Quibus, (Reus, 1926 - Olesa de Montserrat, 2018) Cartellista cinematogràfic, conegut artísticament com a “Mac". Creu de Sant Jordi 2014
- Pere Guilanyà i Roure (Olesa de Montserrat, 1897 - 1964), poeta
- Sor Lucia Martínez Santidrian (Valdelateja, 1923 - Olesa de Montserrat, 2016), monja de les Filles de la Caritat, filla adoptiva de la Vila d'Olesa.
- Sor Antonia març Serra[29] (Manlleu, 26 de gener de 1927 - Olesa de Montserrat, 7 de desembre del 2018), monja de les Filles de la Caritat
- Sor Ascensión Pozo Villarejo (Santo Domingo de la Calzada, ? - Pamplona, 18 de gener 2021), monja de les Filles de la Caritat
- Francesc Carrera Lamich, metge (Santa Coloma de Queralt, 1849 – Olesa de Montserrat,1924)
- Cecília Vallhonrat Servolé (Rubí, 1877 - Olesa de Montserrat, 1946), llevadora
- Amadeu Paltor Voltà (Olesa de Montserrat, 1911 - Benicarló, 1987), escultor
- Bernardo Cortés (Jaén, 1934 - Barcelona, 3 de març de 2017), artista
- Pep Montoya (Olesa de Montserrat, 1952 - 2020), artista[30]
- Rosa Segura i Pujol (Olesa de Montserrat, 1933 - Olesa de Montserrat, 8 d'agost del 2020), activista pels drets humans, associacionista[31]
- Biel Montoro i Falcó (Olesa de Montserrat, 2000), actor
- Joan Coca i Grau (Olesa de Montserrat, 1867 - 1936), poeta[32]
- Miquel Coll i Alentorn (Barcelona 1904 - 1990), historiador, polític i primer director de l'Escola d'Arts i Oficis d'Olesa de Montserrat.
- Toni Bonastre i Turell (2 de setembre del 1964, Olesa de Montserrat - 11 d'agost del 2019, Olesa de Montserrat)
- Verónica Pamies Morera (23 de març del 1976), esportista paralímpica de Botxes
- Pedro Cordero Martín (Badalona, 28 de gener del 1972), esportista i medallista paralímpic de Botxes
- Francesc d'Assís Valls i Ronquillo (Olesa de Montserrat, 26 de febrer de 1835 - Barcelona, 1907)
- Josep Maria Oliver i Cabasa (Olesa de Montserrat, 12 d'octubre del 1944), astrònom
- Joan Sanz Bartra (Olesa de Montserrat, 1959), actor de doblatge, conegut per ser la veu d'en Vegeta a Bola de Drac.[33]
- Jaume Mallofré (Olesa de Montserrat, ?), actor de doblatge, conegut per ser la veu d'en Cèl·lula a Bola de Drac.[34]
- Chanel Terrero (L'Havana (Cuba), 28 de juliol de 1991, traslladada a Olesa de Montserrat amb 3 anys) Representant d'Espanya a Eurovisió 2022.[35]
- Joan Soler i Gironès (7 d'abril del 1992), geògraf, guia intèrpret de natura i escriptor
- Míriam García Villa, escriptora i activista artística i cultural
- Pepa Fraile, escriptora
- Joan Boada i Carreras (27 de setembre del 1722 - 4 d'agost de 1805), filòsof, teòleg i mossèn d'Olesa de Montserrat. Autor del qüestionari de Francisco de Zamora enviat a Olesa de Montserrat.
- Víctor Gómez Perea (1 d'abril del 2000) és un futbolista professional que juga com a lateral dret pel Sporting Braga de la Lliga portuguesa de futbol, exfutbolista del RCD Espanyol.
- Rosario Margarita Pastor Zegarra (Perú, ? - Olesa de Montserrat, 4 de juliol de 2024), doctora, Càtedra UNESCO de Sostenibilitat UIPC, enginyera tècnica d'obres públiques i investigadora.

## Persones foranes vinculades a Olesa
- Maria Teresa Matas Blanxart, historiadora de l'art
- Joan-Ferran Cabestany i Fort, historiador
- Alfons Sala i Argemí
- José Tamayo Rivas
- Josep Maria Roma i Roig
- Josep Puig i Llagostera
- Joan Llongueras i Badia, fou un músic, educador musical i poeta català. Té un carrer dedicat a nom seu a la vila. El seu pare, Marià Llongueras i Trullàs, era oriund d'Olesa de Montserrat
- Montserrat Domingo, ermitana[36]
- Jeroni Martorell i Terrats,[37] arquitecte del CEIP Mare de Déu de Montserrat (Escoles Nacionals) i el Mercat municipal d'Olesa de Montserrat.
- Aureli Capmany i Farrés, folklorista
- Gràcia Dorel-Ferré, experta en patrimoni industrial i autora d'una tesid sobre la Colònia Sedó.

## Teixit associatiu[calcitació]

### Associació de Veïns
- AAVV La Rambla-Eixample
- AAVV La Central-L'Olivera
- AAVV Casc Antic

### Entitats socials
- Associació Voluntaris d'Olesa
- Associació Ariadna
- Dones i Progrés

### Esportives
- Futbol Sala Olesa
- Club Tennis Taula Olesa
- Nou Bàsquet Olesa
- Unió Ciclista Olesana (UCO)
- Club de Futbol Olesa de Montserrat
- Club Esportiu Olesa Patí

### Diversitat i cooperació internacional
- Associació Catalana d'Amics del Poble Sahrauí ACAPS-Olesa

### Cultural
- Esbart Olesà
- Associació de Pessebristes d'Olesa
- El Casal d'Olesa
- Unió Excursionista de Catalunya. Olesa de Montserrat
- Centre Muntanyenc i de Recerques Olesà
- Arrel Acció Cultural
- Els Misteris d'Olesa
- Els Tres Tombs d'Olesa de Montserrat
- L'Agrupació Cultural Folklòrica Olesa Sardanista
- Associació Olesa Ateneu
- La Passió d'Olesa de Montserrat
- Associació de Majorettes i Club Twirling d'Olesa